# Herman Hofstee
Herman Hofstee (Wolvega, 17 juli 1963) is een Nederlandse voormalige atleet, die gespecialiseerd was in de 3000 m steeple en de middellange afstand. Hij werd in zijn sportcarrière zesmaal Nederlands kampioen.

## Biografie
Hofstee gold in zijn juniortijd als een groot talent, maar in zijn eerste seniorenjaren stond hij praktisch stil. Oorzaak: studie. 'Ik studeer aan de landbouwhogeschool in Leeuwarden. Vorig jaar en het jaar daarvoor moest ik 's zomers praktijkwerk doen. Daardoor kwam er van het wedstrijdseizoen niet veel terecht', aldus de Fries in 1987.
Zijn eerste succes behaalde Hofstee in 1984. Toen werd hij Nederlands indoorkampioen op de 800 m. Drie jaar later won hij op de NK indoor de 3000 m en de Nederlandse baankampioenschappen de 3000 m steeple. Ook won hij dat jaar voor de eerste maal de Sylvestercross. De Sylvestercross zou hij de tweede keer winnen in 1991.
Hofstee is gedurende zijn atletiekloopbaan op aanraden van zijn trainer Ger van Leeuwen vooral gefocust geweest op de 3000 m steeple. 'Ik ben te langzaam voor de 800 en 1500 meter en in vergelijking met mijn tijden op de 3000 meter is mijn 500 meter-tijd ook niet goed. Hij zag dat ik aanleg had voor de steeple, omdat ik heel goed tegen tempowisselingen kan. Mijn hordentechniek is echter niet denderend.' In totaal werd Hofstee driemaal Nederlands kampioen op dit nummer.
Nadat hij al jaren geleden zijn activiteiten op topsportniveau had afgesloten, kon Herman Hofstee het lopen toch niet laten. Zo was hij de laatste jaren een bekende verschijning geworden op allerlei regionale straat- en veldlopen. Zelfs deed hij af en toe mee aan een marathon, waarvoor hij dan een aantal maanden weer heel serieus trainde. In 2008 nam hij nog deel aan de Marathon van New York, die hij aflegde in 2:40.21, in zijn masterscategorie van 45 tot 50-jarigen een 4e tijd.
Op 11 maart 2009 kreeg Hofstee na een kijkoperatie in zijn rechterknie te horen, dat die knie van binnen zo was verwoest, dat hij er nooit meer mee zou kunnen hardlopen. Heel veel kraakbeen was weg en zoiets herstelt niet meer.
Herman Hofstee, die ondanks dat hij al jaren in Drachten woont, altijd lid is gebleven van atletiekvereniging DOS-Dwingeloo, heeft inmiddels, na de klap te hebben verwerkt, besloten om zich nu te richten op het trainerschap. De atletiekvereniging in Drachten, Impala, hoopt hem aan te trekken als trainer voor de jeugdleden van deze club.

## Nederlandse kampioenschappen
Outdoor
| Onderdeel      | Jaar             |
| -------------- | ---------------- |
| 3000 m steeple | 1987, 1991, 1992 |

Indoor
| Onderdeel | Jaar       |
| --------- | ---------- |
| 800 m     | 1984       |
| 3000 m    | 1987, 1989 |

## Persoonlijke records
Baan
| Onderdeel      | Prestatie | Datum             | Plaats      |
| -------------- | --------- | ----------------- | ----------- |
| 800 m          | 1.51,90   | 10 september 1988 | Drachten    |
| 1000 m         | 2.24,49   | 17 augustus 1983  | Papendal    |
| 1500 m         | 3.42,86   | 21 mei 1988       | Hengelo     |
| 1 Eng. mijl    | 4.09,4    | 13 september 1991 | Emmen       |
| 3000 m         | 7.58,77   | 6 juni 1990       | Kerkrade    |
| 5000 m         | 13.39,73  | 30 mei 1992       | Kerkrade    |
| 3000 m steeple | 8.29,95   | 7 juni 1988       | Saint Denis |

Weg
| Onderdeel      | Prestatie | Datum             | Plaats   |
| -------------- | --------- | ----------------- | -------- |
| uurloop        | 19.523 m  | 11 april 1992     | Drachten |
| halve marathon | 1:04.52   | 3 oktober 1992    | Drachten |
| marathon       | 2:24.08   | 28 september 1997 | Berlijn  |

Indoor
| Onderdeel | Prestatie | Datum            | Plaats     |
| --------- | --------- | ---------------- | ---------- |
| 800 m     | 1.50,38   | 2 februari 1985  | Maastricht |
| 3000 m    | 8.00,13   | 19 februari 1989 | Den Haag   |

## Palmares

### 800 m
- 1984:  NK indoor - 1.54,88
- 1985:  NK indoor - 1.50,38

### 3000 m
- 1987:  NK indoor - 8.07,35
- 1988:  NK Indoor - 8.05,72
- 1989:  NK Indoor - 8.00,19
- 1989: 10e EK indoor te Den Haag - 8.00,13

### 3000 m steeple
- 1983:  NK - 9.04,13
- 1984:  NK - 8.51,07
- 1986:  NK - 8.41,56
- 1987:  NK - 8.53,84
- 1987: 12e in serie WK - 8.44,04
- 1988:  NK - 8.38,74
- 1991:  NK - 8.42,39
- 1992:  NK - 8.44,51

### 5000 m
- 1990: 4e NK - 14.02,10
- 1991:  NK - 14.20,73
- 1992:  NK - 14.06,23

### 15 km
- 1998: 21e Zevenheuvelenloop - 47.49

### halve marathon
- 1998: 14e NK in Heerenveen - 1:11.00

### marathon
- 1997: 48e marathon van Berlijn - 2:24.08
- 2002:  Berenloop - 2:37.01

### overige afstanden
- 1990: 5e 4 Mijl van Groningen - 19.17

### veldlopen
- 1985: 191e WK in Lissabon (12.000 m)
- 1985: 10e Warandeloop - 29.34
- 1987:  Warandeloop - 28.59
- 1990:  NK (12.400 m), Deurne - 39.28
- 1990: 116e WK (12.200 m), Aix-les-Bains - 36.36
- 1990: 7e Warandeloop - 30.40
- 1991: 4e NK (12.400 m), Deurne - 39.29
- 1991: 114e WK (11.764 m), Antwerpen - 36.28
- 1991: 11e Warandeloop - 30.48
- 1992: 6e NK (12.450 m), Utrecht - 38.56
- 1992: 141e WK (12 km), Boston - 39.48